# Matej Marin
Matej Marin, slovenski kolesar, * 2. julij 1980, Ptuj, † 5. september 2021, Wels, Avstrija.
Marin je nekdanji profesionalni kolesar, ki je tekmoval za ekipi Perutnina Ptuj in RC Arbö–Wels–Gourmetfein med letoma 2003 in 2015. V letih 2003 in 2004 je osvojil drugo mesto na Dirki po Srbiji. Leta 2009 je osvojil Dirko po Vojvodini, leta 2010 pa dirko Beograd–Banja Luka, na kateri je bil leto za tem še drugi. Leta 2014 je osvojil Veliko nagrado Sarajeva.